# 交通街道 (鄂尔多斯市)
交通街道，是中华人民共和国内蒙古自治区鄂尔多斯市东胜区下辖的一个乡镇级行政单位。

## 行政区划
交通街道下辖以下地区：
吉劳庆社区、锦秀社区、航空社区、新村社区、祥和社区、城庆社区和健康社区。